# Mirjana Povic
Mirjana Pović, née le 8 août 1981 à Pančevo, est une astrophysicienne serbe, travaillant à l'Institut des sciences et technologies de l’espace d’Éthiopie (Essti) sur l'astronomie extragalactique. Son engagement lui vaut en 2018 le prix Inspiring Science de la revue Nature, récompensant celles qui se battent pour la place des femmes dans les sciences.

## Biographie
Née en 1981 à Pancevo, près de Belgrade, dans une famille pauvre, elle est élevée par sa mère, sa grand-mère et sa tante. Dès l'école primaire, elle s'intéresse aux mathématiques, à la physique et la biologie. Adolescente, elle donne bénévolement des cours dans un orphelinat et gagne la confiance des responsables d'un observatoire astronomique à Belgrade, qui la laissent observer l'espace quotidiennement. Elle étudie l'astrophysique à l'université de Belgrade, obtient une bourse de l’Institut d’astrophysique des Canaries, à Tenerife. Après sa thèse, elle passe un an à l’université de Durban, en Afrique du Sud, avant de rejoindre l’Institut d’astrophysique d’Andalousie à Grenade, et de participer à la création de l'Essti en Éthiopie. 
Elle multiplie les actions et voyages humanitaires et s’investit dans la promotion des sciences auprès des femmes en Afrique, ce qui lui vaut en 2018 le prix Inspiring Science, de la revue Nature,,. Elle contribue au développement de l'astronomie et des sciences de l'espace en Afrique, et encourage les jeunes chercheurs à développer et exporter leurs connaissances dans les pays en voie de développement.

## Récompenses
- 2018:  prix Inspiring Science[9].